# مونتونگو (آرکانزاس)
مونتونگو (به انگلیسی: Montongo) یک منطقهٔ مسکونی در ایالات متحده آمریکا است که در شهرستان درو، آرکانزاس واقع شده‌است. مونتونگو ۱۱۷٫۰۴ متر بالاتر از سطح دریا واقع شده‌است.